# Сан Вито Ло Капо
Са̀н Вѝто Ло Ка̀по (на италиански: San Vito Lo Capo, на сицилиански Santu Vitu, Санту Виту) е малко пристанищно градче и община в южна Италия, провинция Трапани, автономен регион и остров Сицилия. Разположена е на северния бряг на провинцията и на Сицилия. Населението на общината е 4366 души (към 2011 г.).